# Planimeter

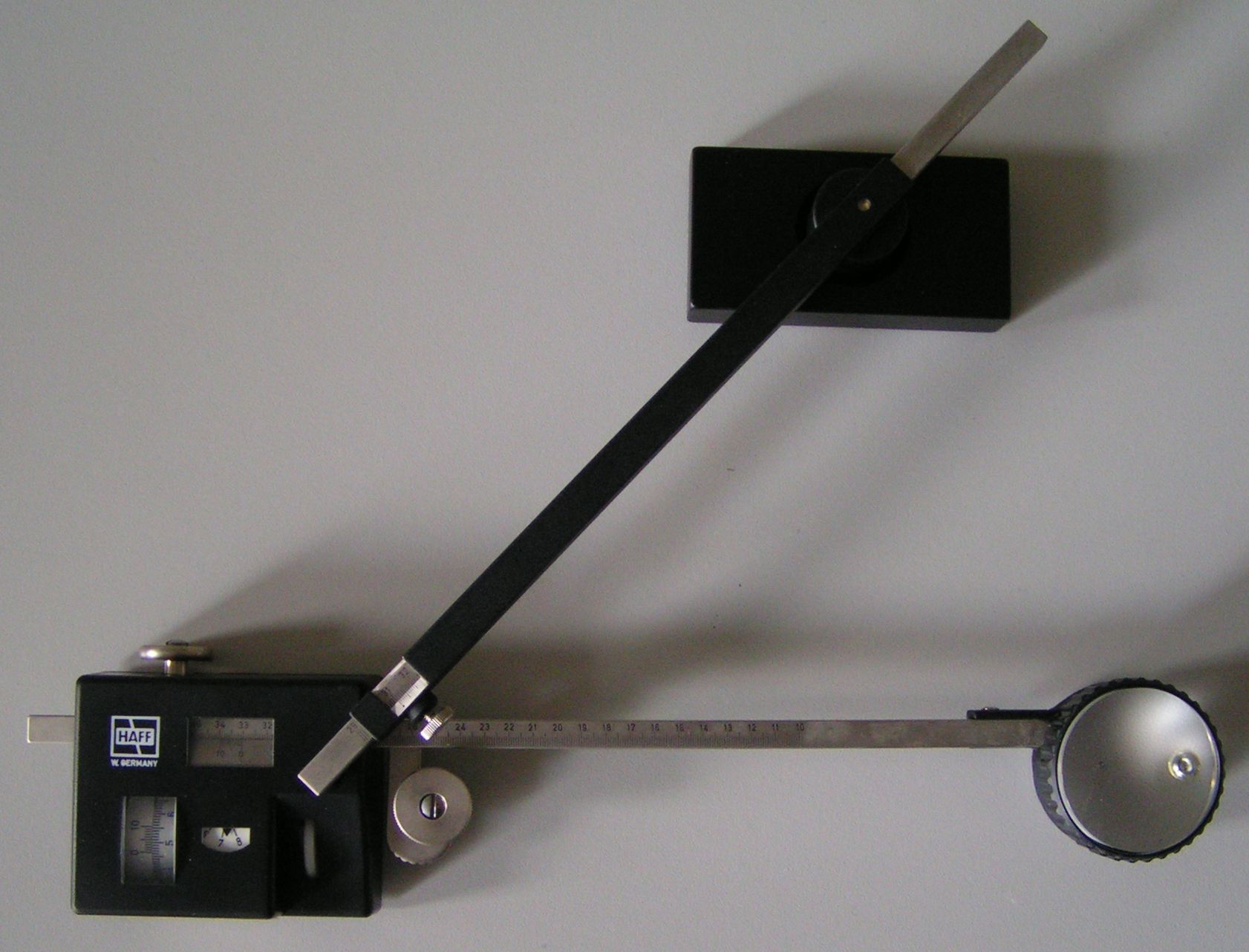
Polarplanimeter

En planimeter (ytmätare, av latinets planum = yta och grekiska metron = mått) är ett mekaniskt redskap för att mäta ett områdes ytinnehåll på en ritning, karta eller diagram genom att följa dess omkrets.
Planimetern uppfanns först av Hermann (1814). Tidiga modeller konstruerades av Gonella (1825) och Oppikofer (1827). Bidrag till teorin och konstruktionen, som bygger på Greens sats, har lämnats av Ernst (1836), Wetli (1849), Peter Andreas Hansen, Jakob Amsler-Laffon (uppfinnare av polarplanimetern, 1854), Holger Prytz (patent 1886), Morin och i Sverige av Fabian Wrede.
Planimetern består av ett system av stänger, rullar och två stift. Om det ena stiftet förs längs områdets omkrets, rör sig det andra stiftet samtidigt längs en cirkelbåge eller en annan linje, vars längd är proportionell mot områdets area. Man skiljer mellan några olika konstruktioner: polär (polar-), linjär samt Prytz eller "Hatchet".
Linjärplanimetern har endast en arm och används så att en punkt på den är bunden till en rät linje eller cirkel, medan ett stift i ena änden förs längs den aktuella ytans begränsningslinje. Samtidigt rullar och glider mätrullen mot underlaget i andra änden och gör automatiskt en integrering av ytinnehållet, som erhålls när stiftet förts exakt ett varv längs ytans kontur. 
I Amslers polarplanimeter har den ursprungliga armen försetts med en led vars ändpunkt hålls fixerad i en punkt. På räkneverket kan arean avläsas direkt om punkten ligger utanför det aktuella området; i annat fall måste en korrektion tillfogas (planimeterkonstanten).

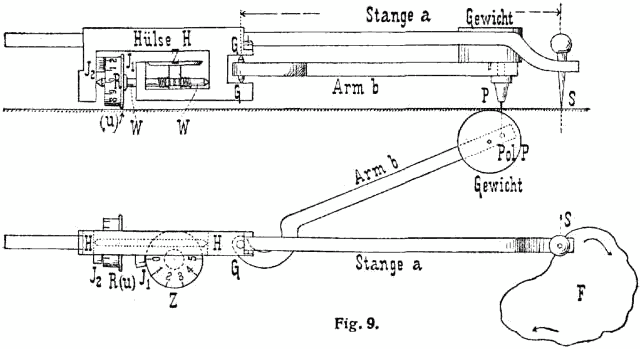
Konstruktion av en planimeter, enligt Lexikon der gesamten Technik (1904)

I takt med införandet av datorsystem för ritningar (CAD) och kartor (GIS) från 1980-talet och framåt har den mekaniska planimetern kommit att bli mindre och mindre använd.